# 魏瑪 (加利福尼亞州)
魏瑪（英語：Weimar）是位於美國加利福尼亞州普萊瑟縣的一個非建制地區。該地的面積和人口皆未知。

## 地理
韋魏瑪的座標為39°02′15″N 120°58′21″W / 39.03750°N 120.97250°W，而該地的平均海拔高度為688米（即2257英尺）。